# آویکو، بخش لان-ویرو
آویکو، بخش لان-ویرو (به لاتین: Aaviku, Lääne-Viru County) یک روستا در استونی است که در دهستان هالیالا واقع شده‌است.